# Ziegelhütte (Goldkronach)
Ziegelhütte ist ein Gemeindeteil der Stadt Goldkronach im Landkreis Bayreuth (Oberfranken, Bayern). Ziegelhütte liegt in der Gemarkung Nemmersdorf.

## Geografie
Die Einöde liegt auf freier Flur. Im Nordwesten erhebt sich der Meinberg (444 m ü. NHN). Die Kreisstraße BT 12 führt zur Staatsstraße 2163 bei Goldkronach (0,5 km nördlich) bzw. nach Nemmersdorf (0,9 km südlich).

## Geschichte
Ziegelhütte gehörte zur Realgemeinde Nemmersdorf. Gegen Ende des 18. Jahrhunderts bestand Ziegelhütte aus einem Anwesen. Das Hochgericht übte das bayreuthische Stadtvogteiamt Goldkronach aus. Die bayreuthische Amtsverwaltung Nemmersdorf war Grundherr des Anwesens.
Von 1797 bis 1810 unterstand Ziegelhütte dem Justiz- und Kammeramt Bayreuth. Infolge des Ersten Gemeindeedikts wurde Ziegelhütte dem 1812 gebildeten Steuerdistrikt Nemmersdorf und der zugleich entstandenen Ruralgemeinde Nemmersdorf zugewiesen. Im Zuge der Gebietsreform in Bayern wurde Ziegelhütte am 1. Juli 1972 nach Goldkronach eingemeindet.

### Einwohnerentwicklung
| Jahr      | 001818 | 001819 | 001861 | 001871 | 001885 | 001900 | 001925 | 001950 | 001961 | 001970 | 001987 |
| Einwohner | 11     | *      | 9      | 11     | 18     | 10     | 11     | 13     | 4      | 4      | 5      |
| Häuser    | 1      |        |        |        | 2      | 2      | 2      | 2      | 1      |        | 1      |
| Quelle    | [ 6 ]  | [ 9 ]  | [ 10 ] | [ 11 ] | [ 12 ] | [ 13 ] | [ 14 ] | [ 15 ] | [ 16 ] | [ 17 ] | [ 1 ]  |

## Religion
Ziegelhütte ist evangelisch-lutherisch geprägt und bis heute nach Nemmersdorf gepfarrt.